# 85 Candles — Live in New York
85 Candles — Live in New York — концертный альбом британо-американской джазовой пианистки Мэриэн Макпартлэнд, записанный 21 марта 2003 в нью-йоркском клубе New Birdland на праздновании 85-летия исполнительницы. В концерте приняли участие множество музыкантов, инструменталистов и вокалистов. Релиз альбома состоялся 15 марта 2005 года на лейбле Concord Jazz.

## Отзывы критиков
| Оценки критиков                   | Оценки критиков |
| Источник                          | Оценка          |
| --------------------------------- | --------------- |
| AllMusic                          | [ 3 ]           |
| All About Jazz                    | [ 4 ]           |
| The Encyclopedia of Popular Music | [ 5 ]           |
| The Penguin Guide to Jazz         | [ 6 ]           |

Кен Драйден из AllMusic отметил весёлую атмосферу записи и дух товарищества среди музыкантов, поскольку никто не пытается перетянуть одеяло на себя. В обзоре All About Jazz Сэмюэл Челл заметил, что, возможно, там было 85 свечей, но вместе они создавали живое пламя, факел, который мы с радостью передаём дальше. Дейв Гелли из The Guardian написал, что самое удивительное в Макпартлэнд — не её возраст, а то, что её игра на фортепиано по-прежнему звучит молодо, а уровень некоторых отдельных выступлений, по его мнению, феноменально высок.

## Список композиций
С указанием участников записи. Все данные взяты из примечаний к альбому.
Диск первый
1. «I Love You» (Коул Портер) — 9:10
  - Гэри Маццароппи — басс
  - Фил Вудс — саксофон-альт
  - Рави Колтрейн[англ.] — саксофон-тенор
  - Дейв Дуглас[англ.] — труба
  - Гленн Дэвис — ударные
  - Билл Шарлап[англ.] — фортепиано

1. «The Nearness of You» (Хоги Кармайкл, Нед Вашингтон) — 5:17
  - Гэри Маццароппи — басс
  - Нора Джонс — вокал
  - Гленн Дэвис — ударные
  - Мэриэн Макпартлэнд — фортепиано

1. «Tangerine» (Джонни Мерсер, Виктор Шерзингер) — 8:04
  - Билл Кроу[англ.] — басс
  - Крис Поттер — саксофон-тенор
  - Гленн Дэвис — ударные
  - Мэриэн Макпартлэнд — фортепиано

1. «Last Night When We Were Young» (Йип Харбург, Гарольд Арлен) — 6:02
  - Гэри Маццароппи — басс
  - Фил Вудс — саксофон-альт
  - Гленн Дэвис — ударные
  - Билл Шарлап — фортепиано

1. «Twilight World» (Джонни Мерсер, Мэриэн Макпартлэнд) — 5:10
  - Билл Кроу — басс
  - Каррин Эллисон[англ.] — вокал
  - Гленн Дэвис — ударные
  - Мэриэн Макпартлэнд — фортепиано

1. «I Can’t Believe That You’re in Love with Me» (Клэренс Гаскилл, Джимми Макхью) — 7:13
  - Гэри Маццароппи — басс
  - Джим Холл — гитара
  - Реджина Картер — скрипка
  - Гленн Дэвис — ударные
  - Мэриэн Макпартлэнд — фортепиано

1. «Free Piece» (Джим Холл, Мэриэн Макпартлэнд) — 2:36
  - Джим Холл — гитара
  - Мэриэн Макпартлэнд — фортепиано

1. «Old Friend» (Стивен Сондхайм) — 3:00
  - Гэри Маццароппи — басс
  - Барбара Кэрролл[англ.] — вокал, фортепиано
  - Гленн Дэвис — ударные

1. «Have You Met Miss Jones» (Ричард Роджерс, Лоренц Харт) — 2:28
  - Гэри Маццароппи — басс
  - Гленн Дэвис — ударные
  - Барбара Кэрролл — фортепиано

1. «Take the „A“ Train» (Билли Стрэйхорн) — 4:48
  - Джордж Вайн[англ.] — фортепиано
  - Мэриэн Макпартлэнд — фортепиано

1. «Summertime» (Дюбоз Хейуорд, Джордж Гершвин, Айра Гершвин) — 4:16
  - Джейсон Моран[англ.] — фортепиано
  - Мэриэн Макпартлэнд — фортепиано

Диск второй
1. «All Blues» (Дюбоз Хейуорд, Джордж Гершвин, Айра Гершвин) — 9:15
  - Гэри Маццароппи — басс
  - Фил Вудс — саксофон-альт
  - Рави Колтрейн — саксофон-тенор
  - Дейв Дуглас — труба
  - Гленн Дэвис — ударные
  - Джеймс Уильямс[англ.] — фортепиано

1. «My Foolish Heart» (Нед Вашингтон, Виктор Янг) — 5:20
  - Рой Харгроув — флюгельгорн
  - Мэриэн Макпартлэнд — фортепиано

1. «But Not for Me» (Джордж Гершвин, Айра Гершвин) — 3:25
  - Гэри Маццароппи — басс
  - Кёртис Стиджерс[англ.] — вокал
  - Гленн Дэвис — ударные
  - Мэриэн Макпартлэнд — фортепиано

1. «Memories of You» (Энди Разаф, Юби Блейк) — 6:56
  - Джон Фэддис[англ.] — труба
  - Билли Тейлор — фортепиано

1. «Yesterdays» (Джером Керн, Отто Харбах) — 6:04
  - Билл Кроу — басс
  - Гленн Дэвис — ударные
  - Мэриэн Макпартлэнд — фортепиано

1. «While We’re Young» (Алек Уайлдер, Морти Палитц, Уильям Энгвик) — 3:52
  - Джеки Кэйн — вокал
  - Мэриэн Макпартлэнд — фортепиано

1. «I’ve Told Every Little Star» (Джером Керн, Оскар Хаммерстайн II) — 3:52
  - Гэри Маццароппи — басс
  - Джеки Кинг — гитара
  - Гленн Дэвис — ударные
  - Мэриэн Макпартлэнд — фортепиано

1. «Capricious» (Билли Тейлор) — 3:45
  - Гленн Дэвис — ударные
  - Мэриэн Макпартлэнд — фортепиано

1. «What Am I Here For» (Дюк Эллингтон, Фрэнки Лэйн) — 4:59
  - Нинна Фрилон — вокал
  - Мэриэн Макпартлэнд — фортепиано

1. «Onyx Mood / Soft Lights & Sweet Music / Kaleidoscope» (Дик Хейман / Ирвинг Берлин / Мэриэн Макпартлэнд) — 3:00
  - Билли Шарлап — фортепиано

1. «Lester Leaps In» (Лестер Янг) — 7:44
  - Гэри Маццароппи — басс
  - Лорен Шонберг[англ.] — саксофон-тенор
  - Джон Фэддис — труба
  - Гленн Дэвис — ударные
  - Кларк Терри — флюгельгорн
  - Билли Тейлор — фортепиано

## Чарты
| Чарт (2005)                     | Высшая позиция |
| ------------------------------- | -------------- |
| США (Billboard Top Jazz Albums) | 22             |